# Особняк Ракова (Симферополь)
Особняк Ракова — здание, находящееся в Симферополе по адресу ул. Шмидта, 15. Особняк построен в 1907 году в стиле модерн.

## Архитектура
Дом построен асимметричным в стиле модерн. Здание выделяется двухъярусной прямоугольной металлической башней с шатровым завершением. Главный фасад украшен выступающим карнизом, который держится на деревянных кронштейнах, установленных на углах башни. Окна выполнены в омегообразной форме. Между этажами выполнена аркатура.
В здании имеются несколько выходов. Возле парадной двери на постаменте установлен мраморный лев. Один из боковых фасадов украшен пятигранным эркером. Помещение второго этажа имеет балкон, опирающийся на четырёхгранные колонны.
Особняк построен на бутовом фундаменте. Цоколь выполнен из известняка, а стены из ракушечника. Сохранились фрагменты лепнины потолков и стен. Исходя из числа жителей дома, интерьер неоднократно менялся. Одна из жительниц дома указывала на то, что в доме присутствовали два камина.
- Боковой вид центрального фасада
- Мраморный лев у центрального входа

## История
Здание построено в 1907 году. Предположительно, здание первоначально принадлежало дворянину Константину Дионисиевичу Ракову.
После гражданской войны в России здание было национализировано и использовалось как гостиница Совета Народных Комиссаров Крымской АССР.
В гостинице 3 февраля 1945 года находился премьер-министр Великобритании Уинстон Черчилль, следовавший с делегацией из аэродрома «Саки» в Алушту на Ялтинскую конференцию. Пробыв в здании около часа он отправился дальше. Существует легенда о том, что Черчилль выходил на балкон второго этажа и смотрел на зенитный полк, расположенный на территории нынешнего детского парка. В память о пребывании Черчилля установлена памятная доска на которой указано: «В этом здании 3 февраля 1945 года в период подготовки крымской (ялтинской) конференции трёх союзных держав антигитлеровской коалиции останавливался на кратковременный отдых глава делегации Великобритании премьер-министр У. Черчилль».
Гостиница располагалась в здании до 1946 года, после чего она была преобразована в многоквартирный дом. По состоянию на 2001 год в доме было 13 квартир.
Решением Крымского облисполкома от 5 июня 1984 года особняк Ракова поставлен на учёт. Указом № 126 правительства Крыма от 30 апреля 1995 года особняк Ракова был включён в Государственный реестр недвижимых памятников истории и культуры по № 1321. Постановлением Совета министров Республики Крым от 20 декабря 2016 года № 627 особняк включён в перечень объектов культурного наследия регионального значения.
Согласно муниципальной программе «Развитие культуры и культурного наследия на 2016—2020 годы» особняк Ракова значится как муниципальная собственность Симферополя.